# Márkos Vafiádis
Márkos Vafiádis (28 de janeiro de 1906 — 22 de Fevereiro de 1992) foi um político da Grécia. Ocupou o cargo de primeiro-ministro da Grécia entre 24 de dezembro de 1947 e 7 de fevereiro de 1949.

## Biografia
Seus ancestrais e família vieram da ilha de Chios. Após o intercâmbio populacional entre a Grécia e a Turquia em 1922, Vafiadis teve que ir de Erzurum para Salónica e Cavala, como refugiado. Ele encontrou trabalho como trabalhador do tabaco. A partir de 1924 foi membro da Liga dos Jovens Comunistas da Grécia (OKNE). Em 1932, foi preso e enviado ao exílio interno por sua ação política. Após sua libertação em outubro de 1933, ele trabalhou como educador comunista em muitas áreas da Grécia.
No início da ditadura Ioannis Metaxás, em 1936, foi exilado novamente para a ilha de Agios Efstratios, mas conseguiu fugir em menos de um mês. Mais tarde, trabalhou na organização clandestina do Partido Comunista da Grécia em Creta e foi um dos líderes da revolta de Chania, contra a ditadura (28 de julho de 1938). Após a repressão da revolta, viajou para Atenas, onde foi preso. Preso em Akronafplia, foi banido para a ilha de Gavdos.

### Resistência anti-nazista
Em maio de 1941, no início da ocupação nazista da Grécia, Vafiadis, juntamente com outros prisioneiros comunistas, foi autorizado a deixar Gavdos. Ele começou o que viria a ser o trabalho clandestino contra a ocupação alemã, primeiro em Creta, depois em Atenas, Tessalônica e, finalmente, toda a Macedônia. Em 1942, foi eleito membro do Comitê Central do Partido Comunista da Grécia e foi nomeado supervisor da frente macedônia do Exército Popular de Libertação Nacional (ELAS). Em maio de 1944, foi eleito representante de Salónica no Congresso Nacional que teve lugar na cidade de Koryschades, na Euritânia, mas não conseguiu chegar lá. Em outubro de 1944, após a retirada do exército alemão, ele entrou em Salônica com seus homens.

### Guerra civil
Em novembro de 1944, suas forças libertaram a Macedônia Central. Em fevereiro de 1946, Markos Vafiadis estava em desacordo com Nikos Zachariadis, secretário-geral do Partido Comunista recentemente libertado do campo de concentração de Dachau, que, apoiado por Stalin, queria criar um exército comunista regular e manter uma guerra de posição. Vafiadis acreditava que as forças do governo grego eram muito fortes e que a melhor opção para as forças revolucionárias era a guerrilha. Apesar do desacordo, em julho de 1946, Zachariadis o nomeou líder das formações guerrilheiras comunistas. Em outubro de 1946, quando o Comando Geral doO Exército Democrático Grego (DSE), Vafiadis assumiu sua liderança e, em dezembro de 1947, foi nomeado primeiro-ministro e ministro do Governo Provisório da Guerra Democrática.
Durante os estágios posteriores da guerra civil, as críticas de Zachariadis em questões de doutrina militar, e em particular a exigência de Vafiadis de priorizar a guerrilha para evitar a derrota do DSE, levaram à sua demissão da liderança (agosto de 1948). ) todas as suas acusações (janeiro de 1949). Vafiadis, foi apontado como um "seguidor de Tito" e em outubro de 1950 foi expulso do Partido Comunista, enquanto exilado na União Soviética, após a derrota do DSE. Lá permaneceu por 23 anos, durante os quais trabalhou como relojoeiro na cidade de Penza. Casou-se com uma trabalhadora russa, Zina, com quem teve um filho, Vladimir.

### Pós-guerra
Após o fim da era de Stalin, Markos Vafiadis foi readmitido no Partido Comunista e eleito membro do Birô Político do Comitê Central do partido. No entanto, novos desentendimentos com a liderança do partido levaram à sua destituição do cargo em janeiro de 1958 e sua segunda expulsão em junho de 1964. Após a divisão do partido em 1968, ele passou a fazer parte da facção "interior". "(Eurocomunista). Em março de 1983, encerrando seu exílio de 23 anos na União Soviética, retornou à Grécia, à ilha de Chios, onde mais tarde publicou suas Memórias. Em abril de 1990, ele foi honrosamente eleito para o Parlamento grego da lista nacional do Movimento Socialista Pan-helénico (PASOK).
Em sua última entrevista, com Argyris Dinopoulou, após a dissolução da União Soviética e pouco antes de sua morte, Vafeiadis respondeu que o comunismo não é um sonho e disse que apesar de sua cooperação com o PASOK, ele continuou a se definir como comunista.